# Joseph Kornhäusel
Joseph Georg Kornhäusel (Viena, 13 de novembro de 1782 – Viena, 31 de outubro de 1860) foi um arquiteto austríaco.

## Biografia
Sua sepultura honorária está localizada no Cemitério Central de Viena (Grupo 14 A, Número 45 A).